# Marseillan, Hérault
Marseillan là một xã trong vùng hành chính Occitanie, thuộc tỉnh Hérault, quận Béziers, tổng Agde. Tọa độ địa lý của xã là 43° 41' vĩ độ bắc, 3° 41' kinh độ đông. Marseillan nằm trên độ cao trung bình là 3 mét trên mực nước biển, có điểm thấp nhất là 0 mét và điểm cao nhất là 33 mét. Xã có diện tích 51,71 km², dân số vào thời điểm 1999 là 6199 người; mật độ dân số là 119 người/km².

## Thông tin nhân khẩu
| 1962  | 1968  | 1975  | 1982  | 1990  | 1999  | 2006  |
| ----- | ----- | ----- | ----- | ----- | ----- | ----- |
| 3.394 | 3.579 | 3.483 | 4.039 | 4.950 | 6.199 | 7.734 |